# Меликука (Вибо Валенција)
Меликука је насеље у Италији у округу Вибо Валенција, региону Калабрија.
Према процени из 2011. у насељу је живело 561 становника. Насеље се налази на надморској висини од 294 м.